# Operación I-Gō
La Operación I-Gō (い号作戦 I-gō sakusen?) fue una contraofensiva aérea lanzada por las fuerzas imperiales japonesas contra las fuerzas aliadas durante las campañas de las islas Salomón y Nueva Guinea en el teatro del Pacífico de la Segunda Guerra Mundial, del 1 al 16 de abril de 1943. Durante la operación, aviones japoneses —principalmente de unidades de la Armada Imperial Japonesa, bajo el mando del almirante Isoroku Yamamoto y el vicealmirante Jin'ichi Kusaka— atacaron naves, aviones e instalaciones terrestres aliadas en el sudeste de las islas Salomón y Nueva Guinea. El objetivo de la operación era detener las ofensivas aliadas y ganar tiempo para preparar un nuevo conjunto de defensas en respuesta a las recientes derrotas ante los Aliados en la batalla de Guadalcanal, Buna-Gona, Wau y el mar de Bismarck.
Su objetivo consistió en varios ataques aéreos masivos de bombarderos y cazas de combate japoneses —con base en Rabaul, Bougainville y las islas Shortland— contra objetivos Aliados en Guadalcanal y sus alrededores, las islas Russell en las Salomón, y Port Moresby, bahía de Oro y bahía Milne en Nueva Guinea. Aunque los japoneses hundieron varios transportes y buques de guerra, el ataque no infligió graves daños a las fuerzas aliadas. Basado en informes inexactos y no intencionalmente exagerados de las tripulaciones aéreas involucradas, Yamamoto cesó los ataques el 16 de abril, creyendo que la operación había sido un éxito. Sin embargo, no retrasó significativamente los preparativos de los Aliados para nuevas ofensivas en el área del Pacífico sur.

## Antecedentes
Tras la derrota japonesa en Guadalcanal, el Cuartel General Imperial reconsideró su posición estratégica y el 15 de marzo de 1943 emitió el "Acuerdo Central Ejército-Armada sobre las Operaciones del Área Sudeste". Esto requirió el establecimiento de una "posición estratégica inexpugnable" e implícitamente reconoció el final de la Segunda Fase Operacional a favor de una estrategia defensiva. Las fuerzas aéreas de la Armada Imperial Japonesa debían participar en "combates de supremacía aérea, interceptación de transportes y aviones enemigos, apoyo en tierra y cobertura de líneas de comunicación y suministros".
La decisión de llevar a cabo I-Gō se oficializó antes del 25 de marzo. Tanto Guadalcanal como Papúa Nueva Guinea se designaron como áreas objetivo. La fuerza de Yamamoto consistió en 86 cazas, 27 bombarderos en picado, 72 bombarderos medios y un puñado de torpederos de la 11.ª Flota Aérea. Estos fueron complementados con 96 cazas, 65 bombarderos en picado y algunos aviones torpederos despojados de los portaaviones Zuikaku y Zuihō de la 1.ª División de Portaaviones, junto a los del Jun'yō y el Hiyō de la 2.ª División de Portaaviones. Estos tenían su base en Rabaul y sus campos periféricos en Buka, Kahili y Balalae.

## Ataques aéreos

### Primera fase
Los primera fase de ataques aéreos comenzó con una incursión sobre Guadalcanal el 1 de abril de 1943. La fuerza japonesa, compuesta por 58 cazas Zero, fue interceptada sobre las islas Russell por 42 cazas (compuestos por Wildcats, P-38 y Corsairs). Los japoneses perdieron 9 Zeros y los Aliados 6 cazas, de los cuales tres pilotos fueron posteriormente rescatados. 
El 7 de abril los japoneses lanzaron el Ataque X, una enorme incursión de 67 Vals escoltados por 110 Zeros que se enfrentaron con 76 cazas Aliados: 36 Wildcats, 9 Corsairs, 6 P-40, 12 P-38 y 13 P-39. Las pérdidas japonesas fueron 12 Zeros y 9 Vals, frente a los 7 Wildcats para los estadounidenses. Varios Vals se filtraron a través de las defensas aliadas y lograron hundir el destructor USS Aaron Ward, la corbeta HMNZS Moa y el petrolero USS Kanawha.

### Segunda fase
La segunda fase comenzó el 11 de abril en el área de Nueva Guinea. El Ataque Y, compuesto por 22 Vals y 72 Zeros, atacó a los buques fondeados en la bahía de Oro. 50 cazas Aliados despegaron desde Dobodura y lograron derribar 6 aviones japoneses, sin ninguna pérdida. Sin embargo, un buque de carga fue hundido, otro fue dañado y un dragaminas también recibió daños. Al día siguiente los japoneses lanzaron un ataque todavía mayor contra Port Moresby con 131 cazas y 43 bombarderos medios. Los japoneses no lograron concentrar sus ataques en los mejores objetivos, y solo lograron dañar algunas naves pequeñas y destruir cuatro aviones en los aeródromos.
El 14 de abril fue atacada la bahía Milne con 188 aviones, logrando hundir un buque de carga y dañar otro. En esta incursión, 8 aviones japoneses se perdieron por 3 Aliados.

## Consecuencias
Yamamoto decidió cesar los ataques el 16 de abril, ordenando a los grupos aéreos prestados regresar a sus portaaviones. Los pilotos japoneses exageraron en sus éxitos: un crucero, dos destructores, 25 transportes y 175 aviones. Aunque creían que la operación había sido un gran éxito, los japoneses comenzaron a alarmarse por sus propias pérdidas: el 26% de los Vals y el 18% de los Bettys. Las exageradas afirmaciones de éxito llevaron a Yamamoto a visitar las bases aéreas avanzadas para felicitar personalmente a las tripulaciones aéreas. Sin embargo, el itinerario de Yamamoto fue transmitido en un código que los Aliados pudieron descifrar, y su avión fue interceptado y derribado el 18 de abril. Ninguno de los pasajeros ni la tripulación del avión sobrevivió.